# Zottiger Mannsschild
Der Zottige Mannsschild (Androsace villosa) ist eine Pflanzenart aus der Gattung Mannsschild (Androsace) innerhalb der Familie der Primelgewächse (Primulaceae).

## Beschreibung

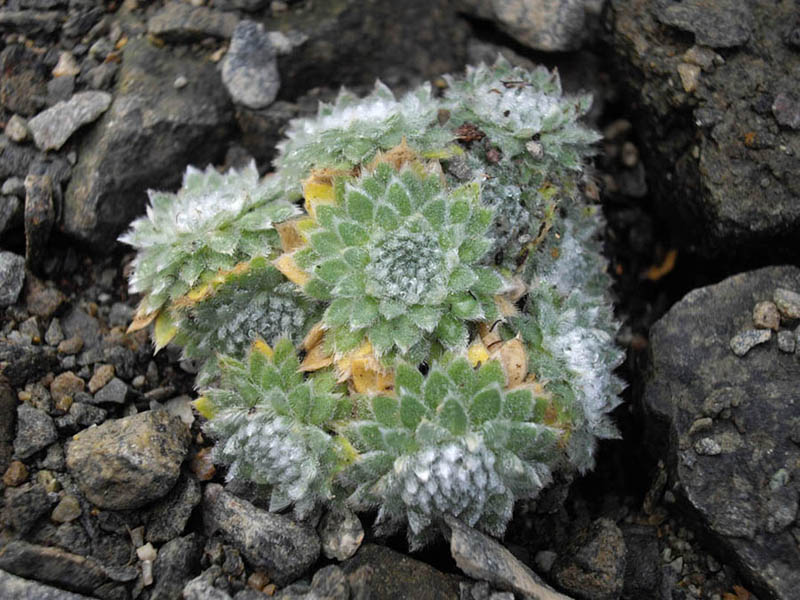
Habitus und Laubblätter

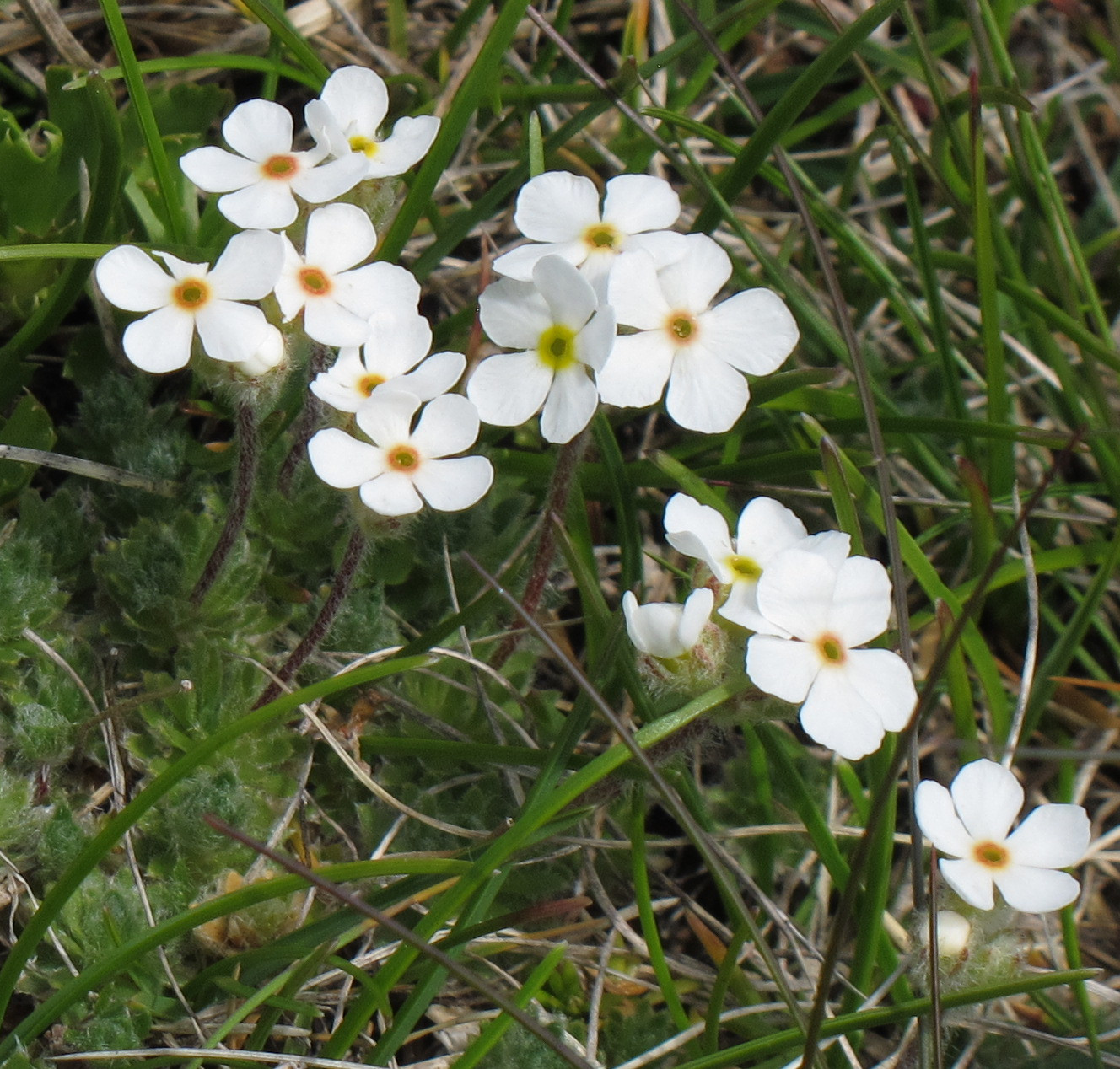
Habitus und Blütenstände

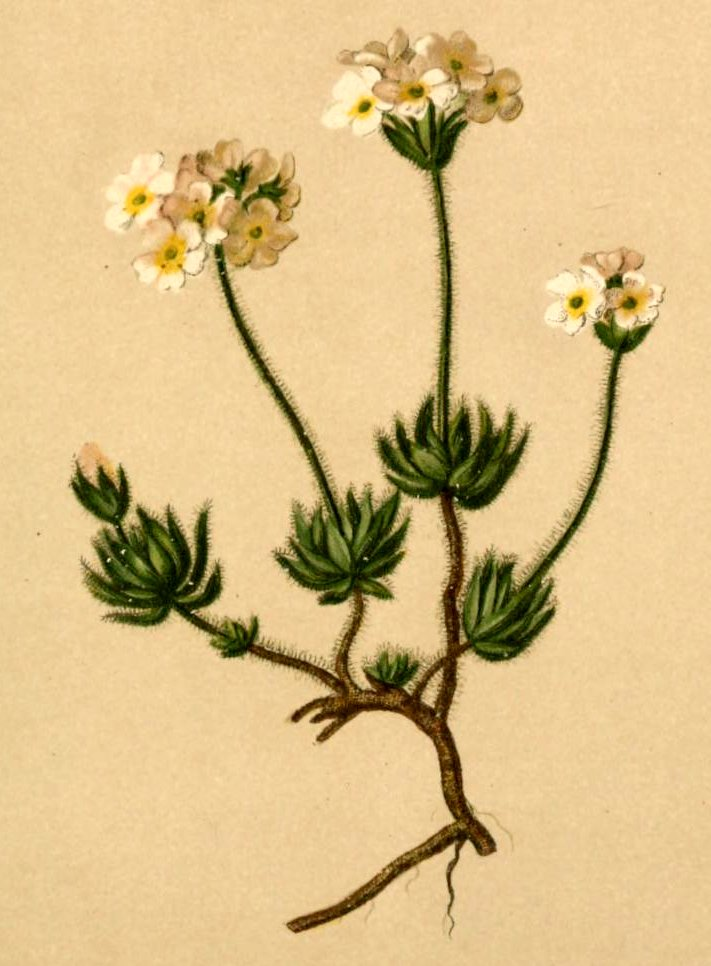
Illustration aus Atlas der Alpenflora

### Vegetative Merkmale
Der Zottige Mannsschild ist eine ausdauernde krautige Pflanze, die Wuchshöhen von 2 bis 10 Zentimetern erreicht. Sie bildet dichte Rasen. Die oberirdischen Pflanzenteile sind stark behaart.
Die Laubblätter sind in halbkugeligen Rosetten angeordnet. Die einfachen Blattspreiten sind bei einer Länge von 4 bis 8 Millimetern sowie einer Breite von 1,5 bis 3 Millimetern schmal-lanzettlich bis eiförmig mit stumpfem oberen Ende. Die Blattoberseite ist kahl, der Blattrand und die Blattunterseite sind mit zahlreichen 1 bis 2 Millimeter langen Seidenhaaren und kurzen Drüsenhaaren bedeckt, an der Blattspitze sind sie oft pinselig gehäuft.

### Generative Merkmale
Die Blütezeit reicht von Juni bis Juli. Auf einem 2 bis 6 Zentimeter langen Blütenstandsschaft sind in mehrere Blüten in einem gedrängten, doldigen Blütenstand  angeordnet. Die Tragblätter sind schmal-lanzettlich und länger als die Blütenstiele. Die Blüten sind sitzend oder kurz gestielt.
Die zwittrigen Blüten sind radiärsymmetrisch und fünfzählig mit doppelter Blütenhülle. Die fünf behaarten Kelchblätter sind bis zur Hälfte ihrer Länge verwachsen. Die Krone weist einen Durchmesser von 6 bis 10 Millimetern auf, ist weiß oder rötlich gefärbt und hat einen gelbroten Schlund.
Die Kapselfrucht ist länglich eiförmig, etwas kürzer als der Kelch und enthält sehr wenige Samen. Die Samen sind 2 bis 3 Millimeter lang.
Die Chromosomenzahl beträgt 2n = 20.

## Ökologie
Der Zottige Mannsschild ist ein Helophyt, der gut an physiologische und physische Trockenheit angepasst ist.
Futterpflanze der Larven der Schmetterlingsart Polymommatus pyrenaicus (Syn.: Agriades pyrenaicus) sowie dem nahverwandten Polyommatus dardanus (Syn.: Agriades dardanus) ist der Zottige Mannsschild auf flachgründigen Felswiesen.

## Vorkommen
Der Zottige Mannsschild kommt in Spanien, den Pyrenäen, den Westalpen und Südostalpen, im Schweizer Jura, im Apennin, in den Karpaten und auf dem Balkan vor. In Mitteleuropa ist der Zottige Mannsschild selten und fehlt gebietsweise. In der Schweiz kommt er nur an La Dôle im  Jura vor. 
Der Zottige Mannsschild wächst auf Kalk in steinigen Rasen, auf Schutt und auf Fels in der subalpinen und alpinen Höhenstufe in Höhenlagen von 1200 bis 3000 Metern. Der Zottige Mannsschild ist eine Rosettenpflanze steiniger Kalkrasen der subalpinen und alpinen Höhenstufe der Alpen, Balkanländer sowie Kleinasiens.
Die ökologischen Zeigerwerte nach Landolt et al. 2010 sind in der Schweiz: Feuchtezahl F = 2 (mäßig trocken), Lichtzahl L = 4 (hell), Reaktionszahl R = 4 (neutral bis basisch), Temperaturzahl T = 2 (subalpin), Nährstoffzahl N = 2 (nährstoffarm), Kontinentalitätszahl K = 4 (subkontinental).
In den Alpen und Karpaten wird sie in der pflanzensoziologischen Ordnung Seslerietalia variae (Blaugrashalde) angetroffen. In den Dinariden in den vikariierenden Ordnungen Seslerietalia juncifoliae und Crepidetalia dinaricae sowie in den serbischen und bulgarischen Gebirgen in der Ordnung Edraiantho-Seslerietalia.

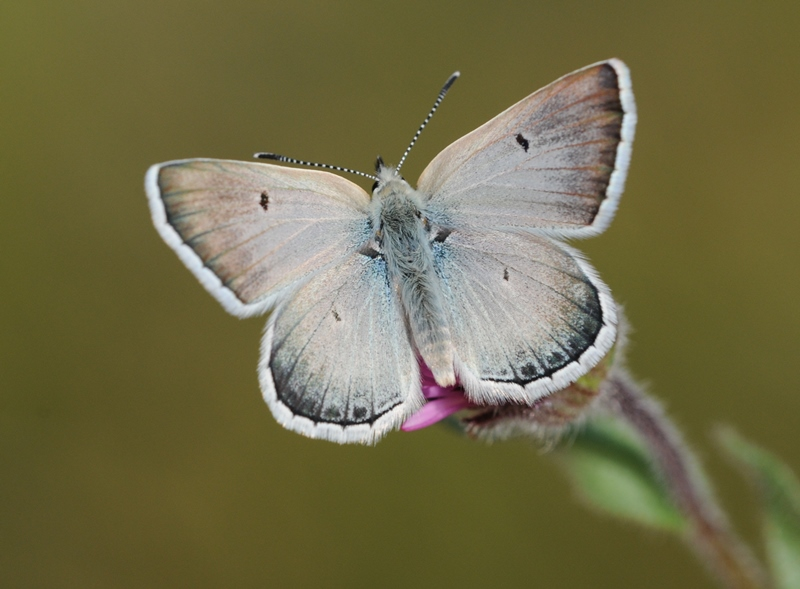
Larvalhabitat von Polyommatus dardanus ist ausschließlich der Zottige Mannsschild

## Systematik
Die Erstveröffentlichung von Androsace villosa erfolgte 1753 durch Carl von Linné in Species Plantarum, S. 142. Synonyme für Androsace villosa L. sind: Androsace arachnoidea Schott, Nyman & Kotschy, Androsace koso-poljanskii Ovcz., Androsace penicillata Schott, Nyman & Kotschy, Androsace taurica Ovcz., Androsace villosa subsp. arachnoidea (Schott, Nyman & Kotschy) Nyman.
Je nach Autor gibt es von Androsace villosa Unterarten:
- Androsace villosa L. subsp. villosa
- Androsace villosa subsp. koso-poljanskii (Ovcz.) Fed. (Syn.: Androsace koso-poljanskii Ovcz.): Sie kommt in Russland und in der Ukraine vor.[7]
- Androsace villosa subsp. taurica (Ovcz.) Fed. (Syn.: Androsace taurica Ovcz.): Sie ist ein Endemit auf der Krim.[7]